# Distrito electoral de Stonefort (Illinois)
Stonefort (en inglés: Stonefort Precinct) es un distrito electoral ubicado en el condado de Williamson en el estado estadounidense de Illinois. En el Censo de 2010 tenía una población de 1138 habitantes y una densidad poblacional de 12,06 personas por km².

## Geografía
Stonefort se encuentra ubicado en las coordenadas 37°38′22″N 88°45′35″O / 37.63944, -88.75972. Según la Oficina del Censo de los Estados Unidos, Stonefort tiene una superficie total de 94.4 km², de la cual 91.85 km² corresponden a tierra firme y (2.7%) 2.55 km² es agua.

## Demografía
Según el censo de 2010, había 1138 personas residiendo en Stonefort. La densidad de población era de 12,06 hab./km². De los 1138 habitantes, Stonefort estaba compuesto por el 97.8% blancos, el 0.44% eran afroamericanos, el 0.26% eran amerindios, el 0.18% eran asiáticos, el 0% eran isleños del Pacífico, el 0.09% eran de otras razas y el 1.23% pertenecían a dos o más razas. Del total de la población el 0.79% eran hispanos o latinos de cualquier raza.